# Wuzhi

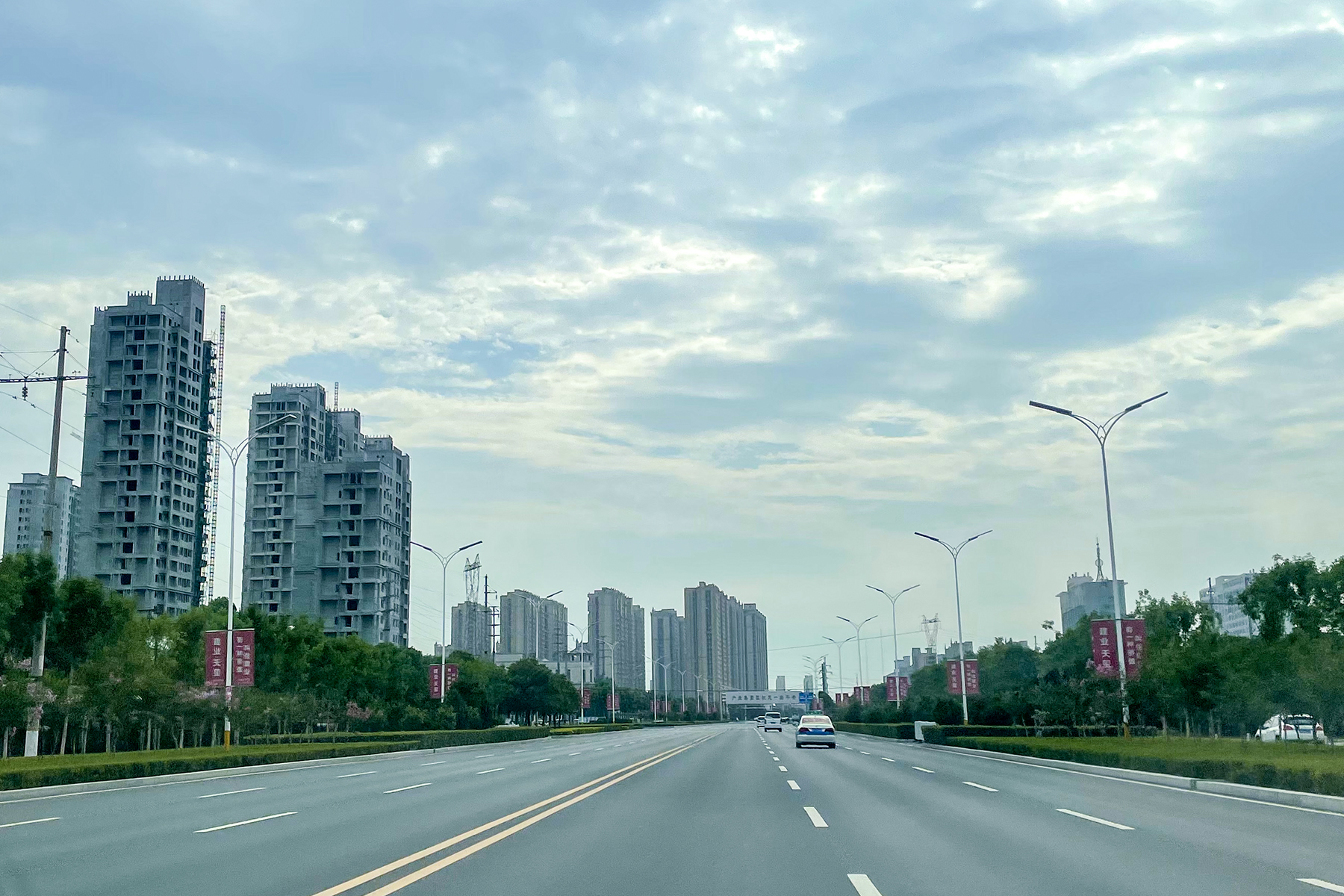
Wuzhi (2021)

Wuzhi (chinesisch 武陟县, Pinyin Wǔzhì Xiàn) ist ein Kreis der bezirksfreien Stadt Jiaozuo in der chinesischen Provinz Henan. Der Kreis hat eine Fläche von 858,5 km² und 670.300 Einwohner (Stand: Ende 2018). Er erstreckt sich über den ganzen Südosten von Jiaozuo. Entlang seiner gesamten Südgrenze trennt ihn der Huang He von der Stadt Zhengzhou, im Osten grenzt er an Xinxiang, im Norden an den Kreis Wuxiu und den Stadtbezirk Shanyang und im Westen an die Kreise Bo’ai und Wen. Der Kreis Wuzhi wurde bereits während der Sui-Dynastie im Jahre Kaihuang 16 (entspricht dem Jahr 596) gegründet.
Im Dorf Qinchang 秦厂村 des Kreises Wuzhi beginnt der Volkssiegkanal, der erste große Bau eines Bewässerungsgebietes nach der Gründung der Volksrepublik China.

## Administrative Gliederung
Auf Gemeindeebene setzt sich Wuzhi aus sieben Großgemeinden, sieben Gemeinden und einer Staatsfarm zusammen. Diese sind:
- Großgemeinde Mucheng (木城镇), Sitz der Kreisregierung;
- Großgemeinde Zhandian (詹店镇);
- Großgemeinde Xitao (西陶镇);
- Großgemeinde Xieqiying (谢旗营镇);
- Großgemeinde Dafeng (大封镇);
- Großgemeinde Ningguo (宁郭镇);
- Großgemeinde Longyuan (龙源镇);
- Gemeinde Jiayingguan (嘉应观乡);
- Gemeinde Qiaomiao (乔庙乡);
- Gemeinde Gedangdian (圪垱店乡);
- Gemeinde Sanyang (三阳乡);
- Gemeinde Xiaodong (小董乡);
- Gemeinde Dahongqiao (大虹桥乡);
- Gemeinde Beiguo (北郭乡);
- Staatsfarm Ningguo.